# Czerwony Sztandar (Wilno)
Czerwony Sztandar – dziennik wydawany w języku polskim w Wilnie, ukazujący się w latach 1953–1990. Najważniejszy polskojęzyczny tytuł prasowy w Litewskiej Socjalistycznej Republice Radzieckiej. Organ Komitetu Centralnego Komunistycznej Partii Litwy.

## Charakterystyka
Pierwszy numer gazety ukazał się 1 lipca 1953 roku jako kontynuacja wcześniejszej „Czerwonej Gwiazdy”. Na czele redakcji stanął były redaktor „Prawdy Wileńskiej” Antoni Fiedorowicz (1953–1962), później kierowali nią, z pochodzenia Rosjanin, Leonid Romanowicz (1962–1984), Stanisław Jakutis (1984–1988) i Zbigniew Balcewicz (1988–1990). Siedziba pisma mieściła się przy ul. Tilto 14, a pod koniec lat 80. przy al. Kosmonautów 60 (obecnie Laisvės prospektas) w tak zwanym „Domu Prasy”. Z nakazu władz Litewskiej SRR w gazecie musiano stosować zlituanizowane nazwy miejscowości z terenu Wileńszczyzny. Zamiast Wilno pisano „Wilnius”, zamiast Soleczniki pisano „Szalczinikaj”. Dotyczyło to także nazw rejonów, czyli pisano „wilniuski” zamiast wileński i podobnie w innych wypadkach. Dopiero po 1988 roku, na fali przemian w republice, gazeta zaczęła łamać ten nakaz i zaczęto stosować polskie nazwy. Cena pisma w ostatnim okresie jego wydawania wynosiła 3 kopiejki, a ukazywało się codziennie oprócz poniedziałków (rocznie 300 numerów). Można było je nabyć także w Polsce w salonach Klubu Międzynarodowej Prasy i Książki. Gazeta była odznaczona radzieckim Orderem Przyjaźni Narodów.
9 lutego 1990 pismo przekształciło się w Kurier Wileński, nawiązując do nazwy przedwojennego czasopisma polskiego. „Kurier...” był wówczas oficjalnym organem Rady Najwyższej Litewskiej SRR. W 1989 roku gazeta drukowana była w 52 tys. egzemplarzy. Była to pierwsza gazeta na Litwie, która w czasach przełomu zmieniła swój dawny, komunistyczny tytuł na bardziej neutralny, bez komunistycznych akcentów. Po roku 1989 gazeta pośrednio, poprzez swoich dziennikarzy, przyczyniła się do powstania nowych polskich tytułów prasowych na Litwie, takich jak; „Znad Wilii”, „Magazyn Wileński”, „Nasza Gazeta”. Redakcja „Czerwonego Sztandaru” była także miejscem gdzie odbywały się pierwsze zebrania Stowarzyszenia Społeczno-Kulturalnego Polaków na Litwie (SSKPL), a jego dziennikarze byli pierwszymi działaczami tego stowarzyszenia, które później przekształciło się w Związek Polaków na Litwie. W dwunastoosobowej grupie inicjatywnej powołującej SSKPL, siedem osób było, aktualnymi lub byłymi, dziennikarzami „Czerwonego Sztandaru”: Krystyna Marczyk, Henryk Mażul, Wojciech Piotrowicz, Romuald Mieczkowski, Władysław Strumiło, Jerzy Surwiło i Jan Sienkiewicz (później pierwszy prezes Związku Polaków na Litwie)
Dzięki wsparciu redakcji „Czerwonego Sztandaru” w 1985 roku, pod redakcją Stanisława Jakutisa, ukazała się pierwsza polska książka o charakterze literackim wydana po wojnie na Litwie. Była to antologia wierszy autorstwa między innymi: Romualda Mieczkowskiego, Wojciecha Piotrowicza, Henryka Mażula, czy Sławomira Worotyńskiego, autorów w różny sposób związanych z „Czerwonym Sztandarem”. W redakcji pracowali także inni znani dzisiaj polscy poeci z Wilna, jak na przykład Józef Szostakowski.
Przez lata, dzięki temu, że dziennik był organem KC KPL, dziennikarze „Czerwonego Sztandaru” mogli interweniować w sprawach ważnych dla polskiej społeczności na Litwie. Wykorzystywano do tego między innymi listy do redakcji nadsyłane przez czytelników. Mechanizm polegał na sprzężeniu – zatroskany obywatel zgłasza problem, gazeta partyjna interweniuje. W systemie funkcjonującym w ZSRR dawało to ogromne możliwości, pod warunkiem inteligentnego posługiwania się nadesłanymi tekstami przez dziennikarzy. W ten sposób w końcu lat 80. XX w. redakcja doprowadziła między innymi do wzrostu liczby polskich dzieci posyłanych do szkół z polskim językiem wykładowym. Cykl tekstów poświęconych budowie obwodnicy miejskiej przebiegającej obok cmentarza Rossa uratował przed zlikwidowaniem polski cmentarzyk wojskowy z 1922 roku na tak zwanej Nowej Rossie (Chodzi tu o drugą część cmentarza, a nie tą gdzie znajduje się Mauzoleum z sercem Józefa Piłsudskiego).
„Czerwony Sztandar” miał także znaczący wpływ na utrzymanie wśród Polaków na Wileńszczyźnie nie tylko języka ojczystego jako takiego, ale także jego zgodności z standardami poprawności gramatycznej. Dbali o to wykładowcy polonistyki z Wileńskiego Instytutu Pedagogicznego, publikując systematycznie na łamach gazety porady językowe. 
Z okazji 50-lecia działalności, w 2003 roku, została wydana antologia tekstów, w której zamieszczono teksty dziennikarzy gazety ilustrujące jej rozwój i przekształcenie w „Kurier Wileński”.